# نادي الترجي المراكشي
الترجي المراكشي نادي رياضي مغربي من مدينة مراكش يمارس في دوري الدرجة الرابعة المغربي.